# فیلیپو نیگرو
فیلیپو نیگرو (ایتالیایی: Filippo Nigro؛ زادهٔ ۳ دسامبر ۱۹۷۰) یک هنرپیشه اهل ایتالیا است.
از فیلم‌ها یا برنامه‌های تلویزیونی که وی در آن نقش داشته‌است می‌توان به پنجره‌های روبرو و و تابستان می‌نامندش اشاره کرد.